# Qolīstar
Qolīstar (persiska: قولَستِر, قول اِستَر, قول اِستير, قُلِستَر, قلیستر, Qūlaster) är en ort i Iran.   Den ligger i provinsen Kurdistan, i den nordvästra delen av landet, 500 km väster om huvudstaden Teheran. Qolīstar ligger 1 707 meter över havet och antalet invånare är 283.
Terrängen runt Qolīstar är lite bergig.Runt Qolīstar är det ganska tätbefolkat, med 96 invånare per kvadratkilometer. Närmaste större samhälle är Bāneh, 15,5 km nordväst om Qolīstar. Trakten runt Qolīstar består i huvudsak av gräsmarker.